# تحلیل گره

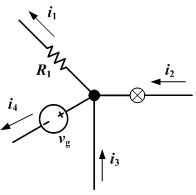
قانون جریان کیرشهف که پایۀ تحلیل گره است.

در تحلیل گره، مدار با استفاده از ولتاژ گره‌ها نسبت به یک گرۀ مرجع که زمین نامیده می‌شود تحلیل می‌شود.

## روش
1. گره‌های مدار را شماره‌گذاری کنید.
2. یک گره را به عنوان گرۀ مرجع انتخاب کنید.
3. جریان شاخه‌ها را بر اساس تفاضل ولتاژ دو سر گره بخش بر امپدانس آن بنویسید.
4. معادلات قانون جریان کیرشهف را برای گره‌ها  به جز در گره مرجع بنویسید [۱].
5. دستگاه معادلات بدست آمده را حل کنید.

## مثال

### مثال ابتدایی

یک مثال ابتدایی که ولتاژ V_{1} در آن مجهول است.

با استفاده از قانون جریان کیرشهف داریم:
{\displaystyle {\frac {V_{1}-V_{S}}{R_{1}}}+{\frac {V_{1}}{R_{2}}}-I_{S}=0}
که از آن V۱ چنین بدست می‌آید:
{\displaystyle V_{1}={\frac {\left({\frac {V_{S}}{R1}}+I_{S}\right)}{\left({\frac {1}{R_{1}}}+{\frac {1}{R_{2}}}\right)}}}
با جایگذاری مقادیر داده شده خواهیم داشت:
{\displaystyle V_{1}={\frac {\left({\frac {5{\text{ V}}}{100\,\Omega }}+20{\text{ mA}}\right)}{\left({\frac {1}{100\,\Omega }}+{\frac {1}{200\,\Omega }}\right)}}\approx 4.667{\text{ V}}}

### ابرگره

در این مدار، V_{A} بین دو گره با ولتاژ نامعین قرار گرفته پس یک ابرگره داریم.

معادلات این مثال به شکل زیر خواهد بود:
{\displaystyle {\begin{cases}{\frac {V_{1}-V_{\text{B}}}{R_{1}}}+{\frac {V_{2}-V_{\text{B}}}{R_{2}}}+{\frac {V_{2}}{R_{3}}}=0\\V_{1}=V_{2}+V_{\text{A}}\\\end{cases}}}
که از آن نتیجه خواهد شد:
{\displaystyle V_{2}={\frac {(R_{1}+R_{2})R_{3}V_{\text{B}}-R_{2}R_{3}V_{\text{A}}}{(R_{1}+R_{2})R_{3}+R_{1}R_{2}}}}